# Johann Friedrich Wilhelm Koch
Johann Friedrich Wilhelm Koch (* 30. Mai 1759 in Sudenburg; † 3. März 1831 in Magdeburg) war ein deutscher evangelischer Geistlicher und Botaniker.

## Leben
Johann Friedrich Wilhelm Koch war der Sohn eines Kaufmanns und dessen Ehefrau Marie Magdalene (geb. Preusser).
Nachdem sein Vater bereits am 24. Oktober 1761 verstarb, heiratete seine Mutter in zweiter Ehe den aus Borne gebürtigen G. C. Dunte († 1793). Von seinen acht Geschwister verstarben bereits sieben sehr früh; sein Bruder Carl Friedrich († 23. Dezember 1801 in Dessau) wurde 1779 Kaufmann in Dessau.
Bereits als Kind erlernte er das Orgelspiel und kam, nach einer oberflächlichen schulischen Ausbildung, im Alter von zwölf Jahren Ostern 1771 auf die Domschule Magdeburg und, auf Veranlassung des damaligen Sudenburger Predigers Köppe 1772 auf die Schule Kloster Berge, bis er Ostern 1777 sein Theologiestudium an der Universität Halle begann und 1779 beendete.
Er begann im September 1779 als Lehrer an der Domschule in Magdeburg und wurde im Frühjahr 1780 am Pädagogium des Klosters Unser Lieben Frauen in Magdeburg beim Leiter Gotthilf Sebastian Rötger als Lehrer angestellt; seine Unterrichtsfächer waren alte Sprachen (Griechisch, Hebräisch und Latein), Naturwissenschaften (Physik, Physiologie, Mathematik) und Musik; zudem war er verantwortlich für die Bibliotheksarbeit des Klosters. Für seinen Unterricht nutzte er die Basedowschen Kupfertafeln von Johann Bernhard Basedow, in denen dieser Text und Bild verband, sowie Sachinformationen, die dialogisch erörtert wurden, hinzufügte.
Am 7. Oktober 1785 erfolgte seine Ernennung zum Rektor des Pädagogiums, bis er 1792 als dritter Prediger an die Magdeburger St.-Johannis-Kirche berufen wurde; dort rückte er im Dezember 1807 zum zweiten Prediger auf. 1810 berief ihn das damals noch bestehende Domkapitel, nach dem Tod des Superintendenten Karl Friedrich August Lüdeke (1753–1809) auf die vakant gewordene zweite Dompredigerstelle; während seiner Zeit als Prediger war er von 1802 bis 1807 Direktor der Handlungsschule in Magdeburg, der er sich bereits seit 1782 widmete.
1808 erfolgte seine Wahl in den Magdeburger Gemeinderat und 1812 wurde Johann Friedrich Wilhelm Koch Superintendent der ersten Magdeburger Diözese. Am 11. Februar 1813 erhielt das königlich-westfälische Konsistorium den Befehl zur Räumung des Domes und siedelte in die Heilig-Geist-Kirche über. Abwechselnd standen nun die Domprediger Franz Bogislaus Westermeier und Koch sowie der Prediger der Heilig-Geist-Kirche, Karl Christoph Gottlieb Zerrenner, auf der Kanzel.
Ende 1814 wurde er Mitglied des Konsistoriums, 1816 Konsistorial- und Schulrat der Kirchenprovinz Sachsen und 1824 Mitdirektor des Bürgerrettungsinstituts.
Johann Friedrich Wilhelm Koch war seit dem 17. Juli 1792 mit Elisabeth Henriette Charlotte (geb. Leiber) aus Schönebeck verheiratet. Gemeinsam hatten sie acht Kinder, von denen vier bereits im Kindesalter verstarben. Seine Tochter, die bereits am 7. Juli 1830 verstarb, war mit dem Buchhändler und Verleger Karl Gottfried Kretschmann (1784–1850) verheiratet. Von seinen drei Söhnen, die ihn überlebten sind namentlich bekannt:
- Carl Friedrich Koch.

### Schriftstellerisches Wirken
Johann Friedrich Wilhelm Koch verfasste und veröffentlichte nicht nur seine Predigten, Reden und Schulschriften, sondern publizierte auch zahlreiche Werke wissenschaftlichen Inhalts, die sich mit Botanik, Arithmetik, Schachspiel und Musik beschäftigten, so gab er 1814 eine Gesangslehre heraus, in der er ein von ihm vervollkommnetes Ziffernsystem für den Gesangsunterricht an Volksschulen vorstellte, das sich in der Folge durchsetzte und jahrzehntelang in der musikpädagogischen Praxis bewährte. In seinem Melodienbuch in Ziffern ersetzte er die Noten durch Ziffern und fasste sie in ein anschauliches System, sodass es eine Vereinfachung für Laien darstellte.
Er stellte in seinen Werken zum Schach den praktischen Gesichtspunkt in den Vordergrund. Damit wollte er lehren, nicht belehren und baute auf dem vorhandenen Wissensstand zu Beginn des 19. Jahrhunderts auf. Die Methodik des Selbstunterrichtes im Schachspiel mag hierbei auf seinen Codex zurückzuführen sein. Seine schachhistorischen Kenntnisse waren für die damalige Zeit zwar bedeutend, doch fehlte ihm scheinbar der Zugang zu den bedeutenden italienischen Werken, wie beispielsweise Domenico Lorenzo Ponziani. Polemischer Kritik stellte er sich Koch sachlich und übernahm zahlreiche Anregungen und Verbesserungen.

## Ehrungen und Auszeichnungen
- 1825 erhielt Johann Friedrich Wilhelm Koch den Roten Adlerorden 3. Klasse und, anlässlich seines fünfzigjährigen Amtsjubiläums am 5. Oktober 1829, den Roten Adlerorden 2. Klasse mit Eichenlaub.
- Ebenfalls anlässlich seines Amtsjubiläums ernannte ihn die Theologische Fakultät der Universität Halle zum Dr. theol. h. c.
- Im International Plant Names Index (IPNI) ist sein Autorenkürzel: Koch.[3]

## Schriften (Auswahl)
- Johann Friedrich Wilhelm Koch; Karl Friedrich August Lüdecke; Gotthilf Sebastian Rötger; Christian Friedrich Schewe: Gottesdienstliche Feier des Zweihundertjährigen Reformationsjubiläums im Kloster Unser Lieben Frauen zu Magdeburg am 25. März 1791. Magdeburg 1791.
- Botanisches Handbuch zum Selbstunterricht. Magdeburg 1797–1798. (2. A.; 3. A.)
- Aussprache der lateinischen Pflanzennamen versehen. Magdeburg 1797–1798.
- Handbuch zur Kenntniss des linneischen Pflanzensystem und seiner Terminologie. Magdeburg bey G. C. Keil, 1798.
- Exempelbuch, ein Hilfsmittel zur Beförderung des Geschmacks an Rechenübungen. Magdeburg 1800–1802.
- Die Rechnungsarten in ungleichbenannten Zahlen. Magdeburg 1800–1802.
- Die Schachspielkunst nach den Regeln und Musterspielen des Gustavus Selenus, Philidor, G. Greco Calabrois, Stamma und des Pariser Clubs. Magdeburg 1801–1803.
- Mykrographie - eine Ableitung, die interessantesten mikroskopischen Objekte aus allen drey Reichen der Natur zu sammeln, zu präpariren und zu beurtheilen. Magdeburg 1803.
- Anleitung zur Anwendung der Logarithmenrechnung auf kaufmännische Gegenstände. Magdeburg 1808.
- Die Pflanzen-Arten. Magdeburg: Heinrichshofen, 1808.
- Das Damenspiel, auf feste Regeln gebracht durch Musterspiele erläutert und mit vier noch unbekannten Spielarten bereichert. Magdeburg 1811.
- Codex der Schachspielkunst. Magdeburg bey W. Heinrichshofen, 1813–1814.
  - 1. Teil.
  - 2. Teil.
- Anleitung für Lehrer in Elementarschulen zu einem wirksamen Schreibunterrichte. Magdeburg 1813.
- Gesangslehre – ein Hilfsmittel für Elementarschullehrer. Magdeburg 1814.
- Der Dom zu Magdeburg. Magdeburg 1815.
- Choralbuch für Volksschulen. Magdeburg 1816.
- Warum soll der Gesang in unsern Schulen nicht nach Noten, sondern nach Ziffern gelehrt werden? Magdeburg 1817.
- C. Senfft von Pillsach; Johann Friedrich Wilhelm Koch: Das Belagerungs-Schach - mit einer Anweisung zum Schach unter drei und vier Spielern. Hamburg, in der Heroldschen Buchhandlung, 1820.
- Einstimmiges Choralbuch für Volksschulen. Magdeburg 1821.
- Dreistimmiges Choralbuch in Ziffern für Volksschulen. Magdeburg 1824.
- Vierstimmige Chorale und Altargesänge in Ziffern für Sängerchöre. Magdeburg 1822.
- Lieder für die Jugend, mit mehrstimmigen Melodien in Ziffern. Magdeburg 1822.
- Tausendjähriger Calender: zum schnellen und sichern Auffinden der kirchlichen Feste und Wochentage jedes Jahres in diesem Zeitraum. Magdeburg 1824.
- Vorkenntnisse, Terminologie und Anleitung zum Untersuchen und Sammeln der Pflanzen. Magdeburg: Heinrichshofen, 1824.
- Die grasartigen und kryptogamischen Gewächse. Magdeburg: Heinrichshofen, 1826.
- Hirsch Silberschmidt; Johann Friedrich Wilhelm Koch: Die neu entdeckten Geheimnisse im Gebiete des Schachspiels, oder Verbesserungen mehrerer Spiele des Selenus, Philidors u. s. m.; nebst einer Anweisung zum Schach und neu verbesserten Kriegesspiel. Braunschweig 1826.
- Melodienbuch in Ziffern. Magdeburg 1828.